# Jahrbuch des Zentralverbandes Deutscher Konsumvereine
Das Jahrbuch des Zentralverbandes Deutscher Konsumvereine war das von 1901 bis 1933 jährlich erschienene Jahrbuch des Zentralverbands Deutscher Konsumvereine. Das Blatt wurde anfangs durch den in Hamburg tätigen Genossenschafter Heinrich Kaufmann herausgegeben.
Als Beilagen enthielt das Blatt zeitweilig den Jahresbericht des Zentralverbandes Deutscher Konsumvereine. Die Zeitschriftendatenbank ordnete das Periodikum den Sachgruppen Handel, Kommunikation und Verkehr zu.
Im Jahr der Machtergreifung durch die Zeit des Nationalsozialismus 1933 wurde das Jahrbuch eingestellt. Seine Fortsetzung erhielt es erst wieder in der Nachkriegszeit durch das von 1947 bis 1967 erschienene Jahrbuch des Zentralverbandes Deutscher Konsumgenossenschaften.